# Friedrich-Glück-Gedenkstätte
Die Friedrich-Glück-Gedenkstätte im Pfarrhaus von Schornbach (heute eine Teilgemeinde von Schorndorf) bietet im Eingangsflur eine dokumentarische Ausstellung über den Dichter, Komponisten und Gefängnispfarrer des Hohenasperg Friedrich Glück (1793–1840), der 1829 als Pfarrer hierher versetzt worden war und in dessen Pfarrhaus die Schriftsteller Rudolf Kausler, Hermann Kurz und Berthold Auerbach verkehrten.
Friedrich Glück vertonte unter anderem das bekannte Gedicht In einem kühlen Grunde, da geht ein Mühlenrad von Joseph von Eichendorff. Eine Gedenktafel am Rathaus und auf dem Friedhof erinnern an Friedrich Glücks Leben und Wirken in Schornbach.